# David Sudarsky
David Sudarsky és un astrofísic de la Universitat d'Arizona. És molt conegut per produir el primer sistema de classificació d'exoplanetes, el qual està basat en una sèrie de models atmosfèrics teòrics de gegant gasosos. Al modelar les característiques físiques i la composició química de les seves atmosferes, es prediu l'aparició dels gegants de gas.
Ha publicat 10 experiments a arXiv.